# UR (gioco)
UR è un gioco da tavolo in stile tedesco di Paolo Mori pubblicato nel 2006 da What's Your Game? ambientato nell'antica Mesopotamia.

## Svolgimento del gioco
I componenti del gioco sono:
- 40 tessere a due facce, ognuna delle quali rappresenta sia un tipo di terreno, sia una possibile azione.
- 4 serie di cubetti colorati
- 5 segnalini zuggurat
- un segnalino primo giocatore

All'inizio del gioco 36 tessere vengono casualmente disposte a formare un quadrato. Ogni giocatore prende una delle restanti (se si gioca in 3, l'ultima viene tenuta a lato della "plancia" di gioco, a disposizione dei giocatori per eventuali scambi).
Ogni giocatore sceglie un colore e prende tutti i relativi cubetti. Ogni giocatore ne posiziona uno su una tessera della plancia, finché tutti ne hanno tre.
Da quel momento iniziano i normali turni di gioco.

### Il turno di gioco
Nel proprio turno il giocatore può fare eseguire una o entrambe le azioni presenti sulla propria tessera. Le azioni disponibili sono:
- Guerra (permette di "invadere" tessere coi propri cubetti)
- Commercio (aggiunge cubetti sulle proprie tessere di confine)
- Agricoltura (aggiunge cubetti sulle proprie tessere)
- Cultura (aggiunge cubetti su tutte le tessere intorno, anche altrui)
- Politica (ridistribuisce a piacere i propri cubetti sulle tessere che controlla).

Al termine delle due azioni, può posizionare un cubetto del proprio colore su una tessera che controlla.
In alternativa all'esecuzione di una o di entrambe le azioni, può posizionare un cubetto su una propria tessera.
Ancora in alternativa, il giocatore può costruire uno Ziggurat rimuovendo cinque propri cubetti da una tessera Da quel momento la tessera sarà immutabile.
Al termine del turno il giocatore deve posizionare la propria tessera dal lato che preferisce) al posto di una libera e prendere quest'ultima.

### Condizioni di vittoria
La partita termina quando non è più possibile sostituire tessere oppure viene costruita la quinta ziggurat.
Ogni giocatore prende le tessere che controlla, senza possibilità di girarle, e conquista punti in base alle "serie" di tessere diverse più lunghe che riesce a formare (le ziggurat contano come un sesto tipo di tessera, la tessera in mano può essere usata dal lato preferito). Vince il giocatore con più punti.

### Varianti
Esistono diverse varianti non ufficiali del gioco, alcune create dallo stesso autore

## Edizioni
UR è stato pubblicato in un'unica edizione multilingua (italiano, tedesco, inglese). Il gioco è completamente indipendente dalla lingua, e ne esistono regolamenti non ufficiali in polacco, olandese e giapponese.

## Riconoscimenti
- Best of Show: 2007